# Вільям Лютер Пірс
Вільям Лю́тер Пірс ІІІ (англ. William Luther Pierce, 11 вересня 1933, Атланта, штат Джорджія, США — 23 липня 2002, Мілл Поінт, штат Західна Вірджинія, США) — американський білий націоналіст, засновник організації Національний альянс. За першою освітою — фізик, мав звання професора Орегонського університету. У 1966 році залишив викладацьку діяльність, розпочав співробітництво з Джорджем Лінкольном Роквеллом, засновником Американської нацистської партії. Після вбивства Роквелла у 1967 році став однією з найвідоміших фігур руху прибічників білого панування у США. Під псевдонімом Ендрю Макдо́нальд (Andrew Macdonald) випустив роман-антиутопію «Щоденник Тернера» (1978 р.), що до сьогодні є найпопулярнішою книгою американських неонацистів.

## Біографія

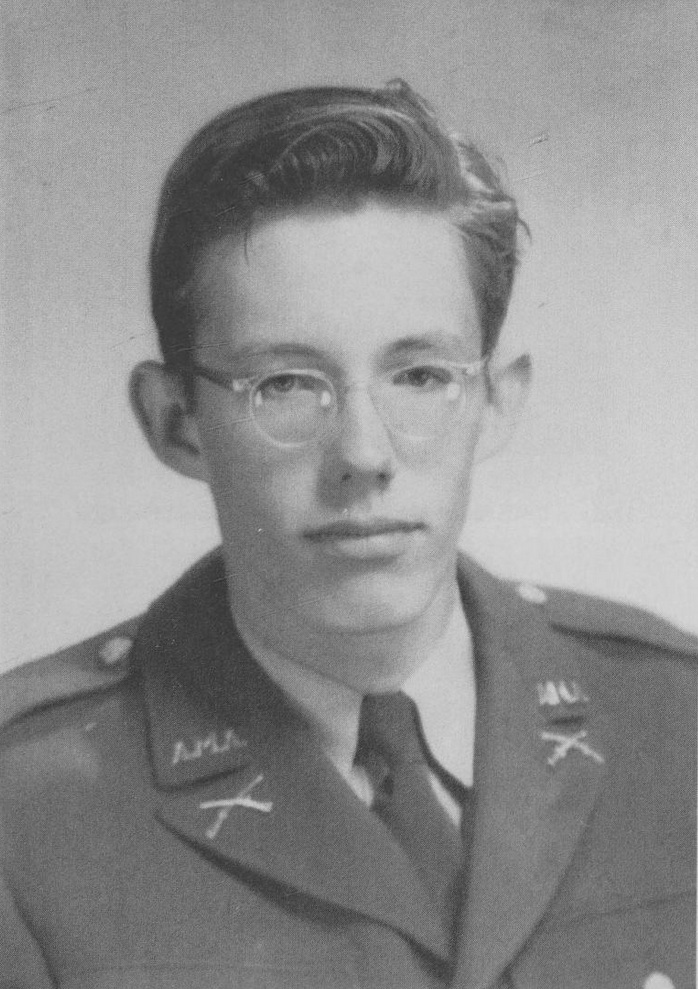
Вільям Пірс у формі військової академії

### Ранні роки та освіта
Вільям Лютер Пірс ІІІ народився 11 вересня 1933 року у пресвітеріанській сім'ї англійського та шотландсько-ірландського походження в Атланті, Джорджія. Син Вільяма Лютера Пірса ІІ та Маргарити Феррелл. Молодший брат Пірса — Сендерс — народився 1936 року. Згодом Сендерс став інженером, а також допомагав Вільяму у його політичній діяльності. Їхній батько народився 1892 року в Кріштіансбурзі, Джорджія. Мати ж народилася 1910 року в Річланді, Джорджія. Матирина сім'я була частиною аристократії Старого Півдня, належала до нащадків Томаса Воттса, губернатора Алабами та генерального прокурора Конфедеративних Штатів Америки. Проте, після Громадянської війни, родина стала представником робочого класу. Пірсовому батьку доводилося працювати урядовим представником на вантажних кораблях та надсилати звіти до Вашингтона; згодом він став менеджером страхового агентства, але 1942 року загинув у автокатастрофі. Після смерті Пірса Старшого, сім'я переїхала до Монтгомері, Алабама, а потім до Далласа, Техас.
Вільям добре навчався в школі та навіть «перестрибнув» один клас. Останні два роки середньої школи провів у військовій академії. Підлітком цікавився ракетомоделізмом, хімією, радіом, електронікою на науково-фантастичною літературою. Хотів стати астронавтом.
Після закінчення військової академії в 1951 році, Пірс протягом деякого часу працював різноробом на нафтовому родовищі. Однак, після того, як йому на руку руку впала чотирьохдюймова труба, залишок літа пропрацював продавцем взуття. Отримавши стипендію, вступив до Університету Райса, що в Г'юстоні, Техас. 1955 року отримав диплом бакалавра з фізики. Перш ніж вступити на магістратуру працював у Лос-Аламоській національній лабораторії; спочатку продовжив навчання в Каліфорнійському технологічному інституті, а потім у Колорадському університеті у Боулдері, де й 1962 року захистив докторську дисертацію. Викладав фізику в Університеті штату Орегон з 1962 по 1965 рр.

### Рання політична діяльність
Його перебування на посаді професора в Університеті штату Орегон (1962—1965) збіглося з початком двох громадських рухів: рухом за громадянські права афроамериканців у США та рухом проти війни у В'єтнамі, в якому він вбачав загрозу для євроамериканців. 1962 року якийсь час був членом антикомуністичного Товариства Джона Бірча. 1965 року, аби профінансувати свої політичні амбіції, Пірс залишив свою посаду в університеті та переїхав до Норт Гейвена (Коннектикут), де працював старшим дослідником на аерокосмічному концерні Pratt & Whitney. 1966 року переїхав до округу Вашінгтон та розпочав співробітництво з Джорджем Лінкольном Роквеллом, засновником Американської нацистської партії. Протягом цього часу був редактором ідеологічного журналу партії — «Національний соціалістичний світ». Після вбивства Роквелла в 1967 році, Пірс став одним із провідних членів Національної соціалістичної партії білих людей, спадкоємиці Американської нацистської партії. 1968 року Пірс залишає партію та вступає до організації Молодь за Воллеса, яка підтримувала колишнього губернатора штату Алабама Джорджа Воллеса на пост президента. 1970 року, разом із Віллісом Карто, Вільям переформував Молодь за Воллеса на Національний Молодіжний Альянс. Вже до 1971 року, між Пірсом та Карто почалися чвари. Постійні розбіжності у думках спричинили розкол Національного Молодіжного Альянсу. 1974 року Пірсове крило стало відомим під іменем Національний Альянс.

### Національний альянс
Національний Альянс сформувався 1974 року. Пірс вбачав у організації політичний авангард, який врешті-решт мав би спричинити повалення Федерального уряду США білим націоналізмом. Він провів залишок свого життя в Західній Вірджинії, де вів щотижневе радіо шоу «Американські дисидентські голоси», інформаційне періодичне видання «Бюлетень Національного Альянсу» (колишня назва «Дія») та наглядав за своїми публікаціями, «Національним Авангардним Журналом» (спочатку називався «В Атаку»), а також книжками (їх публікувало видання «National Vanguard Books, Inc.»; багато з них заперечували Голокост) та фірмою звукозапису « Resistance Records».
1978 року Пірс заявив, що Національний Альянс — освітня організація, та попросив у Служби Внутрішніх Доходів США податкової пільги. Йому відмовили. Пірс подав на апеляцію, але суд не задовольнив позов.
Був антисіоністом. Під час Війни Судного дня намагався змусити американську авіабудівну компанію McDonnell Douglas скасувати військові контракти по доставці озброєння Ізраїлю, викупивши частину акцій компанії та висунувши відповідну пропозицію на засіданні акціонерів. Компанія відхилила клопотання та продовжила поставку зброї до Ізраїлю. Деякі пізні промови Пірса з радіопрограми «Американські дисидентські голоси» на тему арабсько-ізраїльської війни згодом перевидавалися на сторінках різних мусульманських публікацій та вебсайтів (серед яких, зокрема, періодика ліванської шиїтської ісламської організації Хізбалла).
1985 року організація переїхала з Арлінгтона (Вірджинія) до Мілл Пойнта (Західна Вірджинія), де за $95,000 Пірс купив ділянку землі площею 346 акрів. Щоб уникнути податків, на новому місці Пірс засновує Космотеїчну громадську церкву. 1986 року вдалося звільнити від оподаткування 60 акрів землі, виділених на використання винятково для релігійних цілей. Інші 286 акрів оподатковувалися повною мірою та стали місцем розташування штаб-квартири Національного альянсу та книжкового видання «National Vanguard Books».
1990 року Пірса зобразили в документальному телесеріалі «Інший ударник» (англ. Different Drummer), який виходив на телеканалі PBS. Згодом він двічі брав участь у розмовному телешоу «Раса та дійсність», де у ролі ведучого виступав Рон Деггетт. 1996 року Пірс з'явився на суспільно-політичному телешоу «60 хвилин». Ведучий програми, Майк Воллес, поставив своєму гостеві провокаційне питання — чи схвалює той теракт в Оклагома-Сіті. На що Пірс дав таку відповідь: «Ні. Ні не схвалюю. Я знову і знову повторюю, що не схвалюю теракт в Оклагома-Сіті, адже на даний момент США не перебуває у стані революції». Пірса часто називали неонацистом, але він зі свого боку це заперечував. Зокрема, під час програми «60 хвилин» він назвав цей ярлик на свою персону «наклепом» та додав: «Я захоплююсь багатьма речами, які написав Гітлер, багатьма програмами та стратегіями, які він увів у Німеччині, але ми ніколи сліпо не копіюємо когось, чиїсь програми та стратегії. Ми створили власну програму, яка випливає з того, що ми бачимо в Америці сьогодення».
1998 року про Пірса говорили у документальному фільмі на тему білого націоналізму в США, який транслювався на телеканалі «Discovery Channel». Як лідер Національного альянсу Пірс також наладив контакти з європейськими націоналістичними організаціями, серед яких, зокрема, Національно-демократична партія Німеччини та грецька націоналістична партія Золотий світанок. Ба більше, Пірс випустив 51 хвилинне інформаційне відео «Америка — країна змін» (англ. America is a Changing Country) та створив антиглобалізаційну групу — «Дієва мережа антиглобалізму» — в знак протесту проти саміту Великої вісімки 2002 року в Канаді.
Пірс зробив свою останню публічну промову 28 квітня 2002 року у Клівленді, Огайо. Після його смерті 23 липня 2002 року, Національний альянс вступив у фазу занепаду та внутрішніх суперечок. Британська національна партія видала статтю, яку присвятила пам'яті Пірса.

### Особисте життя
Вільям Пірс одружувався п'ять разів. Має двох синів від першого шлюбу.

## Романи
Щоденники Тернера
1978 року світ побачив дебютний роман Вільяма Пірса — «Щоденники Тернера» (англ. «The Turner Diaries»), написаний у жанрі антиутопії під псевдонімом Ендрю Макдональд. Книга розповідає про жорстоку расову війну в США майбутнього. Існує думка, що Тімоті Маквей здійснив підрив будинку федерального уряду в Оклахома-Сіті 19 квітня 1995 року, після прочитання «Щоденників Тернера», адже у книзі зображено схожий підрив штаб-квартири ФБР. 1996 року Пірс продав права на книгу єврейському видавцю Лайлу Стюарту. Українське видання роману здійснив Всеукраїнський рух «Солідарність» у перекладі Олександра Пастуха.
Мисливець
1984 року вийшов другий роман — «Мисливець» (англ. «The Hunter»). Книга розповідає про ветерана В'єтнамської війни та льотчика «Фантома» 2 на ім'я Оскар Ігер, який полює на між-расові пари, ліберальних журналістів, політиків та бюрократів у місті Вашингтон. В одному з своїх інтерв'ю Пірс називає роман «Мисливець» більш реалістичним твором, що забезпечує читачу «… навчальний процес».